# Grajski trg, Maribor
Grajski trg se nahaja v Mariboru in meji na Slovensko, Vetrinjsko ulico in na Volkmerjev prehod.
Grajski trg je bil nekoč glavni ponos Maribora, zaradi gradu, ki ga je dal zgraditi vladar Friderik III. To je naredil, da bi izboljšal utrdbo zidu na severovzhodni strani Maribora. Grajski trg je znan tudi po Loreto-like kapeli, ki je imela lep pogled na Glavni trg. Na Grajskem trgu je postavljen spomenik, posvečen Sv. Florijanu, varuhu pred požari in naravnimi katastrofami. Tam so danes tudi gostilna Pri Florijanu, nekdanja gostilna Štajerc, hotel Orel in nekdanji Kino Udarnik.